# Levan (Utah)
Levan es una pueblo del condado de Juab, estado de Utah, Estados Unidos. Según el censo de 2000 la población era de 688 habitantes. A menudo se dice que el nombre de la localidad deriva de su posición en el centro de Utah. El nombre es navel (ombligo), dicho al revés. También se especula con que el nombre viene de la guardia de reverso de la avanzadilla de un ejército.

## Geografía
Levan se encuentra en las coordenadas 39°33′24″N 111°51′40″O / 39.55667, -111.86111.
Según la oficina del censo de Estados Unidos, la localidad tiene una superficie total de 2,0 km². No tiene superficie cubierta de agua.
- Datos: Q482809
- Multimedia: Levan, Utah / Q482809

1. ↑  Zip Data Maps, código ZIP n.º 84639.